# مقصدهای پروازی ارولینیاس آرژانتیناس

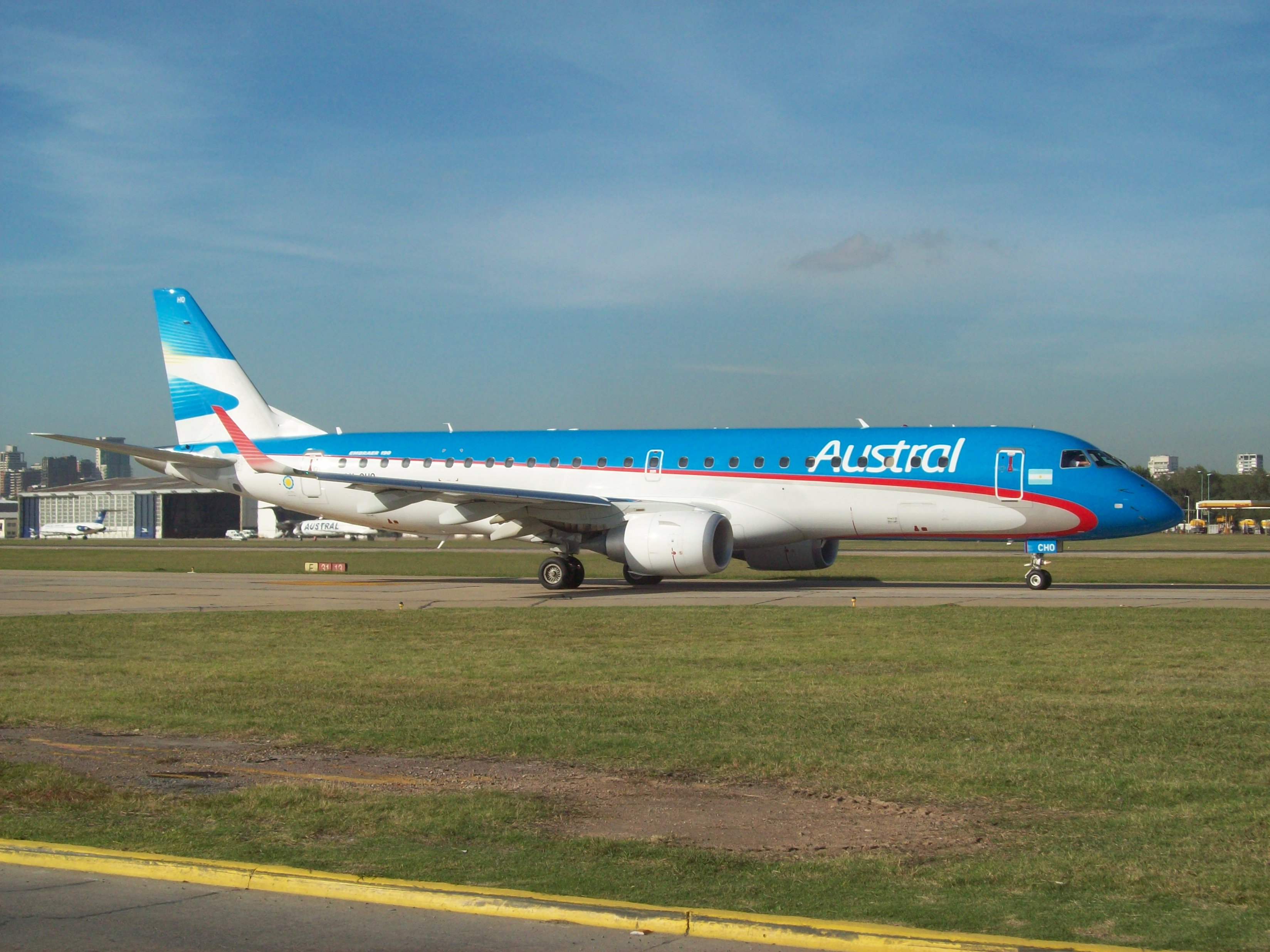
یک فروند امبرائر ئی-جت متعلق به ارولینیاس آرژانتیناس.

مقصدهای پروازی ارولینیاس آرژانتیناس تا تاریخ سپتامبر ۲۰۱۳ به شرح زیر است: